# Dilolo
Dilolo ist ein Ort in der Provinz Lualaba im Süden der Demokratischen Republik Kongo. Dilolo liegt in 1000 m Höhe und ist der Grenzübergang der Benguelabahn nach Angola, also der Übergang zwischen Société Nationale des Chemins de fer du Congo und Caminhos de Ferro de Angola.
Schon vor dem Bau der Eisenbahn hieß diese karge Gegend „Hungriges Land“. Die Inflation ist sehr hoch, die Warenversorgung mangelhaft.
Die Stadt hat eine der wichtigsten Bahnhaltestellen der Benguelabahn.